# Càstor d'Àfrica
Càstor d'Àfrica fou un ciutadà romà de la província romana d'Àfrica que va patir martiri juntament amb sant Víctor i sant Rogacià. Es commemora per l'església el dia 28 de desembre.